# Tipula soosi
Tipula soosi är en tvåvingeart. Tipula soosi ingår i släktet Tipula och familjen storharkrankar.

## Underarter
Arten delas in i följande underarter:
- T. s. soosi
- T. s. izmirensis